# Barbut verd d'orelles grogues
El barbut verd d'orelles grogues (Psilopogon australis) és una espècie d'ocell de la família dels megalèmids (Megalaimidae) que habita la selva de les terres baixes de Java i Bali.